# The Winstons
The Winstons foi uma banda de funk e soul dos Estados Unidos, baseada em Washington, D.C.. É mais notável pela gravação da composição "Color Him Father" de 1969, cujo compacto também continha "Amen, Brother". Parte desta faixa é provavelmente a gravação mais reutilizada em samples até então (2010), o solo "Amen break" do baterista Gregory C. Coleman.
"Color Him Father" vendeu mais de um milhão de cópias, recebendo disco de ouro pela Recording Industry Association of America em 24 de julho de 1969.

## Integrantes
- Gregory C. Coleman (vocal, bateria)
- Ray Maritano (vocal, saxofone alto)
- Quincy Mattison (vocal, guitarra)
- Sonny Pekerol (vocal, baixo)
- Richard Lewis Spencer (vocal, saxofone tenor)
- Phil Tolotta (vocal, órgão)

## Canções
- "Color Him Father" – (1969, Billboard Hot 100 # 7)
- "Amen, Brother" – (1969)
- "Jigga What?" – (1969)
- "Love of The Common People" – (1969, Billboard Hot 100 # 54)